# Ulysses S. Grant National Historic Site
Pour les articles homonymes, voir Whitehaven (homonymie).
L'Ulysses S. Grant National Historic Site est une aire protégée américaine à Grantwood Village, dans le comté de Saint-Louis, dans le Missouri. Inscrit au Registre national des lieux historiques depuis le 4 avril 1979 et classé National Historic Landmark depuis le 23 juin 1986, ce site est un site historique national opéré par le National Park Service depuis 1989. Il protège des constructions relatives à Ulysses S. Grant, qui fut président des États-Unis de 1869 à 1877.
Le bâtiment est également connu sous le nom de  White Haven.